# Ultner Hochwart
Die Ultner Hochwart oder einfach Hochwart (italienisch Vedetta Alta, der Namenszusatz Ultner dient zur Unterscheidung von namensgleichen Bergen) ist ein 2627 m s.l.m. hoher Berg im Ilmenkamm der Ortler-Alpen.

## Lage und Umgebung
Die Hochwart befindet sich in Südtirol (Italien) und trennt die nördlich gelegene Gemeinde Ulten im Ultental vom südöstlich gelegenen Proveis am Deutschnonsberg. Sie zählt mit ihrem aufragenden, felsigen Gipfel zu den markantesten im gesamten, von Südwesten nach Nordosten verlaufenden Kamm und ist daher auch schon aus dem Etschtal klar ersichtlich. Der Nordostgrat verbindet die Hochwart über einen Zwischengipfel mit der Schöngrubspitze (2459 m), der Südwestgrat führt, wiederum über einen Zwischengipfel, zur Reatspitz (2568 m). Nordwest- und Südostkamm fallen jeweils steil talwärts ab.

## Anstiege
Vom Zoggler-Stausee in Ulten aus ist die Hochwart über einen sehr steilen und 1.500 Höhenmeter überwindenden Weg erreichbar, der zuletzt über Blockwerk zum Südwestgrat und weiter zum Gipfel führt. Ebenfalls über den Südwestgrat führt ein Weg von der nördlich von Proveis gelegenen Kesselalm herauf. Ein weiterer Anstieg zum Gipfel befindet sich auf dem Nordostgrat und ist teilweise mit Ketten gesichert. Den Nordostgrat erreicht man entweder von Ulten aus über die Walschgrubenalm oder von der Nonstaler Seite über die Schöngrubspitze.